# 王芳 (篮球运动员)
王芳（1967年1月14日—），辽宁鞍山人，中国篮球运动员、教练，新中国50年篮球50杰。:524-525
1984年王芳入选中国国青女篮队，1985年入选辽宁女篮一线队，1987年入选中国国家女篮队。1992年夏季奥运会和1994年女篮世锦赛，中国女篮两次摘得银牌，创造历史最好成绩，这两次大赛王芳都在队中。尤其是1994年世锦赛，她场均得到14.6分，是球队的二号得分手（仅次于郑海霞）；在第二阶段循环赛战胜巴西女篮和古巴女篮的比赛中分别得到25分和20分，力助中国队2胜1负小组头名出线进入四强；在决赛中三分球4投4中得到17分，最终遗憾不敌巴西。
1990年代后期，王芳退役，开始教练生涯。2000年正式出任辽宁女篮主教练，曾带队获得全国冠军。:290之后成为中国国青女篮队助理教练。2005年，进入中国国家女篮队教练组，在主教练汤姆·马赫身边担任助理教练，帮助球队在2008年北京奥运会上打进四强，收获1994年以来世界大赛最好成绩。:153,164奥运会后，重回辽宁女篮担任主教练，率领球队夺得2008-09赛季WCBA总冠军。2009-10赛季，执教辽宁女篮打完常规赛后，因出任辽宁省篮球运动管理中心副主任而辞去主帅一职（之后球队在李光琦执教下成功卫冕）。
转入行政管理岗位后，王芳不久即升任辽宁篮管中心主任。在她任内，辽宁男篮四年三进总决赛，并于2018年获得CBA创办23年来的首个总冠军。之后王芳升任辽宁省体育局党组成员、副局长。
王芳的父亲王作忠、母亲、弟弟王俊义、丈夫张岩、弟媳蒋旭（蒋兴权之女）都曾是辽宁男子或女子篮球队的运动员。儿子张镇麟也效力于CBA的辽宁男篮俱乐部。